# Tympanis conspersa
Tympanis conspersa (Fr.) Fr. – gatunek grzybów z rodziny Tympanidaceae.

## Systematyka
Pozycja w klasyfikacji według Index Fungorum: Tympanis, Tympanidaceae, Leotiales, Leotiomycetidae, Leotiomycetes, Pezizomycotina, Ascomycota, Fungi.
Po raz pierwszy opisał go w 1817 r. Elias Fries, nadając mu nazwę Sphaeria conspersa. Ten sam autor w 1822 r. przeniósł go do rodzaju Tympanis. Ma ponad 20 synonimów. Niektóre z nich:
- Cenangium conspersum (Fr.) Fr. 1822
- Tympanis pyri (Pers.) J. Schröt. 1893[2].

## Występowanie
Tympanis conspersa znany jest w Europie, w Ameryce Północnej i Azji. W Polsce M.A. Chmiel w 2006 r. przytoczyła 5 stanowisk, wszystkie na opadłych gałęziach gruszy sprzed II wojny światowej. Do 2024 r. nie podano nowych stanowisk.
Nadrzewny grzyb saprotroficzny rozwijający się na martwym drewnie gruszy.